# Tom Pedersen
Tom Pedersen – norweski kolarz szosowy, brązowy medalista mistrzostw świata.

## Kariera
Największy sukces w karierze Tom Pedersen osiągnął w 1983 roku, kiedy wspólnie z Hansem Petterem Ødegårdem, Dagiem Hopenem i Terje Gjengaarem zdobył brązowy medal w drużynowej jeździe na czas na szosowych mistrzostwach świata w Altenrhein. Był to jednak jedyny medal wywalczony przez niego na międzynarodowej imprezie tej rangi. W tej samej konkurencji Norwegowie z Pedersenem w składzie zajęli też dziesiąte miejsce na rozgrywanych rok wcześniej mistrzostw świata w Goodwood. Ponadto w latach 1982-1983 zdobywał mistrzostwo Norwegii w tej konkurencji. Nigdy nie wystąpił na igrzyskach olimpijskich. 